# آشکارساز ربایش الکترون

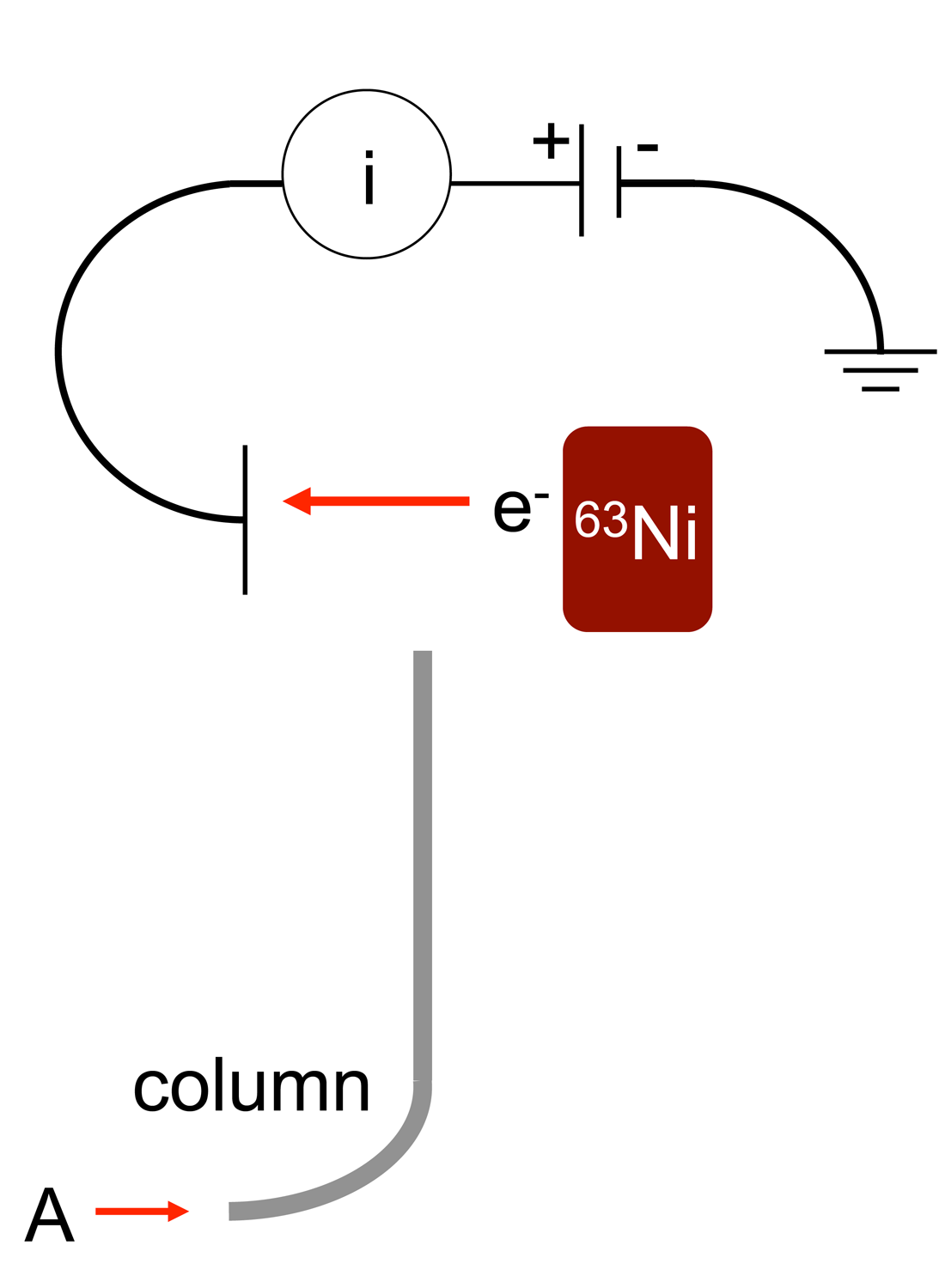
شماتیک یک آشکارساز ضبط الکترون برای کروماتوگراف گازی با منبع ایزوتوپ‌های نیکل.

آشکارساز ربایش الکترون (به انگلیسی Electron capture detector یا ECD) یکی از آشکارسازهای پرکاربرد در دستگاه کروماتوگراف گازی است. اساس کار آشکارساز بر میزان کاهش جریانی از الکترونهاست که توسط اجزای الکترونخواه جذب می‌شود.

## شیوه کار
در این آشکارساز منبع پرتوزای نیکل ۶۳ که تابش بتا تولید می‌کند، با گسیل این پرتو سبب تهییج و کندن الکترون از گاز نیتروژن می‌شود. این ذرات باردار تولیدی توسط یک آند جمع‌کننده جذب می‌شوند. آند بگونه‌ای طراحی شده‌است که پتانسیلی مناسب داشته باشد. جریانی از الکترونها مانند یک رودخانه از منبع رادیواکتیو به سمت آند حرکت می‌کند. با ورود آنالیت به آشکارساز بخشی از الکترونها توسط اجزا الکترونخواه جذب می‌شوند و این سبب کاهش میزان جریان و در نتیجه تغییر پتانسیل می‌شود و از این طریق آشکارساز پاسخ آشکارساز می‌دهد. تعیین پتانسیل مناسب بسیار اهمیت دارد زیرا قدر مطلق پتانسیل پایین سبب کاهش حساسیت و قدر مطلق پتانسیل بالا سبب افزایش نوفه می‌شود.

## کاربرد
بر عکس آشکارساز یونش شعله، این آشکارساز به اجزای الکترونخواه مانند اتمهای اکسیژن، کلر، فلوئور و نیتروژن پاسخ خوبی می‌دهد. از این رو در شناسایی تعداد زیادی از سموم و آلاینده مانند CFCها کاربرد دارد. حساسیت این آشکارساز بالا و دامنه خطی کوتاهتری دارد. با توجه به استفاده از ماده رادیواکتیو، باید نکات ایمنی بیشتری را نسبت به دیگر آشکارسازها بکار برد.